# Islas Jónicas
Las islas Jónicas (en griego antiguo: Ἰόνιοι Νῆσοι, Iónioi Nēsoi; en griego: Ιόνια νησιά, Iónia nisiá; en italiano, Isole Ionie) es un archipiélago de Grecia que se encuentra en aguas del mar Jónico, frente a las costas noroccidentales de la Grecia continental y peninsular. Tradicionalmente, se les llama las Siete Islas (en griego antiguo, Ἑπτάνησος, Heptánēsos; en griego, Επτάνησα, Eptánisa; en italiano, Eptaneso), aunque el grupo incluye muchas otras islas pequeñas, siendo las principales islas Corfú, Paxos, Léucade, Ítaca, Cefalonia, Citera y Zante. La extensión total del archipiélago es de 2307 km².
Administrativamente, el archipiélago de las islas Jónicas, a excepción de Citera, integra la periferia homónima. El principal centro urbano de las islas Jónicas es la ciudad de Corfú.

## Etimología
En griego antiguo se usaba el adjetivo Jónico (Ἰόνιος) para denominar al mar que está situado entre Epiro e Italia porque Ío nadaba ahí. A pesar de que tiene la misma transcripción del latín y se pronuncia igual que en griego moderno, el mar Jónico y sus islas no están relacionadas con Jonia, una región de Anatolia; en griego, el mar y las islas Jónicas se escriben con ómicron (Ιόνια), mientras que Jonia se escribe con omega (Ιωνία). Además, se acentúan de manera diferente.

## Geografía
El archipiélago se divide en tres grupos:
- Grupo septentrional, que comprende las islas de Corfú (592,87 km²) y Paxos (30,12 km²) y los islotes de Antipaxos (5 km²), Fano y Mathraki (3,53 km²).
- Grupo central, con las islas de Léucade (Leucada o Santa Maura) (325 km²), Kalamos (24,96 km²), Kastos (5,90 km²), Meganisi (22,35 km²), Ítaca (117,81 km²) (mencionada en la Odisea), Theaki, Cefalonia (Kefalonia) (906,5 km²) y Zante (406 km²), además de algunos islotes y escollos de poca importancia.
- Grupo meridional, compuesto por las islas de Citera (Kythira o Cerigo), Cerigoto y algunas otras islas pequeñas como Anticitera y Elafonissos. Este grupo de Citerea se encuentra bastante distante, al sur del Peloponeso.

El archipiélago consta de islas eslabonadas casi paralelas a la costa meridional de la península de los Balcanes. Al ser parte de una cordillera, las islas son de relieve muy accidentado, con las costas generalmente muy abruptas, así como repletas de bahías y cabos. Los únicos cursos de agua superficial son pequeños arroyuelos de muy escaso caudal que suelen mantenerse secos durante el estío. La mayor altitud del conjunto insular es el Aínos Oros (1628 m) ubicado en la zona meridional de la isla Cefalonia.
El clima es el mediterráneo, aunque en las Islas Jónicas existe un microclima dado por la fuerte influencia del mar y por la alternancia de los vientos cálidos provenientes de África con los fríos (viento Bóreas) procedentes del cuadrante noreste. De este modo, el archipiélago tiene un clima más húmedo que el de otras costas mediterráneas y, pese a los vientos fríos, un clima cálido que refuerza características subtropicales.

## Historia
Hasta la Edad Moderna, la historia de las Islas Jónicas es prácticamente la misma que la de toda Grecia. A fines de la Edad Media quedaron bajo el control de Venecia, por eso se libraron de la conquista otomana. En el año 1797, con la disolución de la República de Venecia por el Tratado de Campoformio, las islas pasan a la órbita de la Francia regida por Napoleón I hasta su ocupación por tropas rusas y otomanas el 3 de marzo de 1799 durante la Segunda Coalición. El archipiélago es puesto bajo el protectorado conjunto de Rusia y el Imperio otomano constituyéndose en 1800 la «república independiente de las Siete Islas» que rápidamente cae bajo «protección» francesa en 1807 con el tratado de Tilsit, el 19 de septiembre la flota rusa se retira de Corfú. El archipiélago forma parte de un distrito de las Provincias Ilíricas en 1809 del llamado Imperio Napoleónico.
En octubre de 1809 el Reino Unido de Gran Bretaña e Irlanda expulsa a Francia de Cefalonia, Citera, Ítaca y Zante y, en 1810, de Santa Maura. Mientras, Pafos y Corfú resisten hasta 1814. Este año la soberanía inglesa se oficializa y se ratifica en 1815, al concluir el Congreso de Viena, creando los llamados Estados Unidos de las Islas Jónicas. Ante la fuerte oposición de los habitantes y la presión de las otras potencias, el Reino Unido atiende los reclamos helénicos y devuelve las islas Jónicas a Grecia en el año 1864 por el Tratado de Londres. 
En 1916, durante la Primera Guerra Mundial tropas francesas ocupan las islas para contener una eventual expansión de los llamados Imperios Centrales (Imperios alemán, austrohúngaro y otomano). Al concluir la Primera Guerra Mundial en 1918 las Islas Jónicas fueron restituidas a Grecia pero en 1923 Italia intenta ocuparlas arguyendo que «históricamente eran italianas», durante la Segunda Guerra Mundial, entre 1941-1943 las islas caen bajo la ocupación de Italia y Alemania (Ocupación de Grecia por las Fuerzas del Eje), en septiembre de 1943 tras las masacres que las tropas alemanas hacen contra las tropas italianas quedan en poder exclusivo alemán, las islas Jónicas son liberadas y recuperadas por Grecia en mayo de 1945. Para una historia más detallada véase el artículo Corfú.

## Flora y fauna
La flora típica es la garriga mediterránea, predominando los cipreses, olivos, mirtos, laureles y vides.
En la actualidad casi la totalidad de la fauna mayor es doméstica, destacándose sin embargo Zante por la presencia en sus playas de grandes tortugas marinas de la especie Caretta caretta, que llegan a medir un metro y medio de longitud.

## Economía
En el 2005 el principal factor de la economía en las Islas Jónicas es el turismo, le siguen en importancia la industria naval, la pesca, y la producción de aceite de oliva y vinos.

## Demografía
La mayor parte de la población es de etnia griega, aunque se han radicado muchas personas procedentes de otras zonas de Europa (albaneses, rusos, croatas, italianos, ingleses, alemanes, etc.). El número de habitantes hacia el 2001 rondaba las 200 000 personas, viviendo más de la mitad en Corfú.